# Corticaria longicollis
Corticaria longicollis é uma espécie de insetos coleópteros polífagos pertencente à família Latridiidae.
A autoridade científica da espécie é Zetterstedt, tendo sido descrita no ano de 1838.
Trata-se de uma espécie presente no território português.